# W stronę lasu świetlików
W stronę lasu świetlików (jap. 蛍火の杜へ Hotarubi no mori e) – shōjo-manga typu one-shot autorstwa Yuki Midorikawy. Po raz pierwszy została opublikowana w 2002 roku w magazynie LaLa DX. W lipcu 2003 roku została przedrukowana w formie tankōbonu, razem z trzema innymi one-shotami tej autorki. Manga opowiada historię dziewczynki o imieniu Hotaru i jej przyjaźni z Ginem, chłopakiem ze świata nadprzyrodzonego.
Na podstawie mangi w 2011 roku wyprodukowano 44-minutowy film animowany pod tym samym tytułem. Za jego produkcję odpowiedzialne było studio Brain’s Base. Film miał swoją europejską premierę 8 października 2011 roku na festiwalu Scotland Loves Animation, gdzie zdobył nagrodę jury. Przyznano mu także nagrodę w kategorii film animowany na 66. ceremonii rozdania Mainichi Film Awards.
Dodatkowa opowieść związana z mangą i anime, zatytułowana Hotarubi no mori e tokubetsu-hen (jap. 蛍火の杜へ 特別編), została dołączona do specjalnej edycji mangi, wydanej 12 dni przed premierą filmu. 

## Fabuła
Sześcioletnia Hotaru Takegawa, gubi się w lesie zamieszkałym przez yōkai. Wkrótce spotyka noszącego maskę Gina, który pomaga jej wydostać się z lasu. Po drodze mówi jej, że jeżeli jakikolwiek człowiek go dotknie, ten zniknie na zawsze. Hotaru powraca do lasu przez kolejne kilka dni i wkrótce między nią a Ginem zawiązuje się nić przyjaźni. Wraz z końcem lata Hotaru powraca do miasta, ale obiecuje, że wróci następnego lata. Przez kolejne lata sytuacja się powtarza, a Hotaru dojrzewa. Gdy Hotaru jest już w liceum, Gin zabiera ją na randkę na leśny festiwal urządzony przez duchy. Noc jednak kończy się tragicznie – Gin niechcący dotyka małego chłopca, który także wślizgnął się na leśny festiwal i znika. 

## Manga
Manga ta pierwotnie ukazała się w 2002 roku w czasopiśmie LaLa DX wydawnictwa Hakusensha. Rozdział ten został później wydany 5 lipca 2003 roku w formie tankōbonu, który również został zatytułowany Hotarubi no mori e. Oprócz wspomnianego rozdziału w tomie znalazły się trzy inne one-shoty opublikowane wcześniej przez autorkę. Zostały one umieszczone w takiej kolejności, jak pory roku, podczas których dana opowieść się rozgrywa, a więc: Hanauta nagaruru (wiosna), Hotarubi no Mori e (lato), Kurukuru ochiba (jesień) oraz Hibi fukaku (zima).
Autorka napisała także kolejny one-shot, zatytułowany Hotarubi no mori e tokubetsu-hen (jap. 蛍火の杜へ 特別編). 5 września 2011 roku został on wydany przez to samo wydawnictwo, w tomie zatytułowanym Aizoban hotarubi no mori e (jap. 愛蔵版　蛍火の杜へ). Tankōbon ten wydano na 12 dni przed premierą filmu animowanego. W tym tomie oprócz tego znajduje się one-shot Hotarubi no mori e oraz dwie inne, opublikowane wcześniej opowieści, zatytułowane Taion no kakera (jap. 体温のかけら) (2003) oraz Hoshi mo mienai (jap. 星も見えない) (2005). Według rankingu Oriconu w ciągu pierwszego tygodnia od premiery Aizoban hotarubi no mori e sprzedano ponad 40 tysięcy kopii tego tomu. Tom ten został w Polsce wydany pod nazwą W stronę lasu świetlików przez wydawnictwo Waneko.
| Nr | Język japoński  | Język japoński         | Język polski     | Język polski           |
| Nr | Data wydania    | ISBN                   | Data wydania     | ISBN                   |
| --- | --------------- | ---------------------- | ---------------- | ---------------------- |
| 1 | 5 lipca 2003    | ISBN 4-592-17890-4     | —                |                        |
| Lista rozdziałów - Hanauta nagaruru (jap. 花唄流るる) - Hotarubi no mori e (jap. 蛍火の杜へ) - Kurukuru ochiba (jap. くるくる落ち葉) - Hibi fukaku (jap. ひび、深く)                           |                 |                        |                  |                        |
| 1 | 5 września 2011 | ISBN 978-4-592-19840-6 | 26 sierpnia 2016 | ISBN 978-83-65229-99-1 |
| Lista rozdziałów - Hotarubi no mori e (jap. 蛍火の杜へ) - Taion no kakera (jap. 体温のかけら) - Hoshi mo mienai (jap. 星も見えない) - Hotarubi no mori e tokubetsuhen (jap. 蛍火の杜へ 特別編) |                 |                        |                  |                        |

## Anime
Film animowany Hotarubi no Mori e trwa 44 minuty. Film został wyprodukowany przez studio Brain’s Base, a reżyserem projektu został Takahiro Omori. Oprócz tego nad projektem pracowali: Akira Takata (projekt postaci), Yukihiro Shibuya (rysunki), Hiromi Miyawaki (ustawienia kolorów), Hitoshi Tamura (zdjęcia) oraz Kazuhiko Seki (redakcja). W marcu 2011 roku film miał zostać wystawiony podczas Anime Contents Expo w Chibie, w Japonii, razem z wtenczas najnowszą pracą autorki pt.: Księga przyjaciół Natsume, ale wydarzenie to zostało odwołane z powodu trzęsienia ziemi w Tōhoku. Ostatecznie premierę filmu zapowiedziano za pośrednictwem oficjalnej strony na 17 września 2011 roku. Premierowe pokazy odbyły się dwóch kinach - w kinie Umeda w Osace oraz w Cine Libre w Tokio.
Według Shuko Yokoyamy, producenta filmu, początkowo projekt nie miał pojawić się w kinach – miał mieć formę OVA. Jednakże dzięki popularności ekranizacji innej pracy Midorikawy, Księga przyjaciół Natsume, nad którą pracował ten sam zespół produkcyjny, otrzymali oni wystarczająco wysokie wsparcie, by stworzyć film.
Europejska premiera filmu odbyła się 8 października 2011 roku na festiwalu Scotland Loves Animation w Glasgow, co było połączone także ze spotkaniem autorskim z dyrektorem animacji oraz reżyserem filmu.

### Obsada
- Ayane Sakura jako Hotaru Takegawa[8][9]
- Kōki Uchiyama jako Gin[8][9]

### Nagrody
| Rok  | Ceremonia                | Kategoria      | Wynik   | Źródło        |
| ---- | ------------------------ | -------------- | ------- | ------------- |
| 2011 | Scotland Loves Animation | Nagroda jury   | wygrana | [ 11 ] [ 13 ] |
| 2011 | Mainichi Film Award      | Film animowany | wygrana | [ 14 ] [ 15 ] |

### Ścieżka dźwiękowa
Ścieżka dźwiękowa została wydana 24 sierpnia 2011 roku, w niecały miesiąc po premierze filmu. Muzyka została napisana przez Makoto Yoshimori. Ending do filmu, zatytułowany „Natsu o miteita” (jap. 夏を見ていた), został zaśpiewany przez Shizuru Ōtakę.
| Hotarubi no Mori e Original Soundtrack Kisetsu no matataki | Hotarubi no Mori e Original Soundtrack Kisetsu no matataki | Hotarubi no Mori e Original Soundtrack Kisetsu no matataki |
| Nr                                                         | Tytuł utworu                                               | Długość                                                    |
| ---------------------------------------------------------- | ---------------------------------------------------------- | ---------------------------------------------------------- |
| 1.                                                         | „Natsu o miteita (jap. 夏を見ていた)”                      | 5:28                                                       |
| 2.                                                         | „Komorebi no komichi (jap. 木漏れ日の小道)”                | 2:58                                                       |
| 3.                                                         | „Ojii-chan no tenohira (jap. おじいちゃんの手のひら)”      | 3:05                                                       |
| 4.                                                         | „Aru hi, mori no naka (jap. ある日、森の中)”               | 2:47                                                       |
| 5.                                                         | „Natsu to machiawasete (jap. 夏と待ち合わせて)”            | 3:44                                                       |
| 6.                                                         | „Chiyokoreito (jap. ちよこれいと)”                         | 1:52                                                       |
| 7.                                                         | „Yurayura to hirahira to (jap. ゆらゆらとひらひらと)”      | 4:02                                                       |
| 8.                                                         | „Aki mo fuyu mo haru mo (jap. 秋も冬も春も)”               | 4:26                                                       |
| 9.                                                         | „Tsuki no ito akaki ni (jap. 月のいとあかきに)”            | 3:34                                                       |
| 10.                                                        | „Kanakana shigure (jap. かなかなしぐれ)”                   | 3:48                                                       |
| 11.                                                        | „Yamagami no mori e (jap. 山神の森へ)”                     | 3:31                                                       |
| 12.                                                        | „Shuiro no inori (jap. 朱色の祈り)”                        | 1:54                                                       |
|                                                            |                                                            | 41:09                                                      |